# Prokurative
Prokurative, ili službeno Trg Republike, glasoviti je mediteranski trg u središtu grada Splita, zapadno od Dioklecijanove palače, poznat i kao pozornica kulturnih zbivanja u gradu pod Marjanom. Već gotovo pedeset godina na Prokurativama se održava i tradicionalni festival zabavne glazbe "Split".

## Povijest

### Izgradnja 1863. – 1867.
Načelnik dr. Bajamonti je imao dalekosežan cilj stvoriti od Splita, kako je govorio "città del avvenire" (Grad budućnosti), pa je mnogo svoga truda uložio u izgradnju i uređenje Splita kako bi od zapuštenog provincijskog gradića stvorio mali napredni europski grad. Rukovođen geslom "Volere è potere" (Htjeti je moći) odmah po stupanju na dužnost općinskog načelnika, dao se na realizaciju svojih planova.
U tu svrhu osnovao je društvo "Associazione dalmatica" (Dalmatinska udruga).
Kazališna zgrada koja je izgrađena na Marmontovoj poljani činila je okosnicu budućeg sklopa Prokurativa. "Teatro Bajamonti" svečano je otvoren 27. prosinca 1859. godine. Daljnji Bajamontijev plan bila je izgradnja dvaju krila, građevnog sklopa zvanog Prokurative prema znamenitim venecijanskim Procurativama.
Dana 15. svibnja 1882. godine Bajamontijevo kazalište je uništeno u požaru, a zgrada je nešto kasnije obnovljena, ali ne u izvornom obliku (u novo doba tu je bilo smješteno kino "Marjan" i "Kazalište mladih").
U razdoblju od 1863. do 1867. godine građeno je zapadno krilo kompleksa u neorenesansnom stilu prema projektu arhitekta G. B. Medune.
Godine 1899. podignuta je na južnoj strani Marmontove poljane ograda od kamenih stupića, izrađenih još za vrijeme Bajamontija. Godine 1905. obnavljalo se zapadno krilo i tom su prilikom dodani cementni maskeroni i frizevi.

### Izgradnja 1909. – 1928.
Uređenje istočnog dijela Prokurativa usporavalo je otežano izdavanje dozvole za gradnju. Jedan dio zemljišta na istočnoj strani prema jugu planirala je kupiti Austro-Ugarska banka, a drugi dio prema sjeveru Ministarstvo trgovine. Banka je u studenome 1908. godine sklopila ugovor s vlasnicima zemljišta, ali početak radova odgađa nekoliko sporova. Obitelj Michielli Vitturi u čijem je vlasništvu bila zgrada na sjeveru na koju se trebalo spojiti istočno krilo Prokurativa, i u kojoj je bila čitaonica Gabinetto di lettura, nije odobravala taj plan, a Općina se pozivala na pravo korištenja prostora kao međašnik te je predlagala podizanje parnice protiv Vitturijevih. Budući da banka nije namjeravala graditi do sjevernog kraja zemljišta, nije bila zainteresirana za prijedlog Općine. Sporazum je ipak postignut.
Izgradnja istočnog krila Prokurativa započela je 1909. godine i odvijala se u dva perioda; od 1909. do 1911. i od 1927. do 1928. godine. Prvi dio istočnog krila gradilo je bečko građevno poduzeće "Unionbaugesellschaft".
Radove, koji su bili prilično zahtjevni jer su se iskopi za temelje vršili uz prodor mora, izvore slatke i sumporne vode pa se kao dodatak vezivu koristila santorinska zemlja koja ima hidraulična svojstva, uspješno je vodio inženjer Dane Matošić. Južni dio istočnog krila Prokurativa potpuno je završen 1911. godine. Izvedeno je skromnije od zapadnog te su suvremenici bili nezadovoljni pročeljem okrenutim prema Marmontovoj ulici. Tom zgradom definiran je dio trga istočno do obale. Preostalo je još to krilo produžiti do kraja prema sjeveru. Očekivalo se da će nastavak istočnog krila do zgrade teatra biti završen za dvije godine, ali on je izgrađen tek 1928. godine. Prokurative su zauzele najveći dio nekadašnjeg Marmontovog perivoja, arhitektonski sklop koji predstavlja najznačajniji urbanistički projekt u Dalmaciji 19.st.

## Vanjske poveznice
|  | Zajednički poslužitelj ima još gradiva o temi Prokurative |